# Ferreruela (kommun)
Ferreruela är en kommun i Spanien.   Den ligger i provinsen Provincia de Zamora och regionen Kastilien och Leon, i den nordvästra delen av landet, 250 km nordväst om huvudstaden Madrid. Antalet invånare är 543. Arean är 94 kvadratkilometer.
Terrängen i Ferreruela är platt åt sydväst, men åt nordost är den kuperad.